# Rason
Rason (Rasŏn T'ŭkpyŏlsi; Rason specialby) er en by og specialby i Nordkorea, som siden 2011 har haft status som specialby, sammen med Nampo. Byen var indtil 2011 såkaldt distriktstyret, med samme status som landets hovedstad Pyongyang.
I Sydkorea udtales første bogstav «R» som «N», og nogen kilder refererer til byen som Najin.

## Administrativ inddeling
Rasŏn er inddelt i to mindre enheder, et distrikt (guyŏk/gu) og et amt (kun):
- Rajin-guyŏk (라진구역; 羅津區域)
- Sŏnbong-kun (선봉군; 先鋒郡)